# UTC−5
UTC−5 je vremenska zona. U Centralnoj Americi se naziva i Zapadnokaripska vremenska zona.

## Kao standardno vreme (cele godine)

### EST —Eastern Standard Time
- Kanada
  -  Nunavut
    - Ostrvo Sautempton

### Karibi
- Haiti
- Jamajka

Zavisne teritorije:
- Kajmanska ostrva (UK)

### Centralna & Južna Amerika
- Panama
- Kolumbija
- Ekvador (bez Galapagosa)
- Peru

## Kao standardno vreme samo zimi (severna hemisfera)

### Karibi
- Bahami
- Kuba

Zavisne teritorije:
- Terks i Kejkos (UK)

### EST —Eastern Standard Time
- Kanada
  -  Nunavut (istočni deo),
  - najveći delovi provincija  Ontario i  Kvebek
- SAD
  -  Konektikat
  -  Delaver
  -  Vašington (grad)
  -  Džordžija
  -  Mejn
  -  Merilend
  -  Masačusets
  -  Nju Hempšir
  -  Nju Džersi
  -  Njujork
  -  Severna Karolina
  -  Ohajo
  -  Pensilvanija
  -  Roud Ajland
  -  Južna Karolina
  -  Vermont
  -  Virdžinija
  -  Zapadna Virdžinija
  - najveći delovi država  Florida,  Indijana,  Mičigen
  - istočni delovi država  Kentaki,  Tenesi

## Kao letnje ukazno vreme (leto na severnoj hemisferi)

### CDT —Central Daylight Time
- Kanada
  -  Manitoba
  -  Nunavut (centralni deo)
  -  Ontario (zapadni deo)

 Sjedinjene Države
- Alabama
- Arkansas
- Ilinois
- Ajova
- Luizijana
- Minesota
- Misisipi
- Misuri
- Viskonsin
- najveći deo država  Kanzas ,  Nebraska,  Severna Dakota,  Oklahoma,  Južna Dakota ,  Tenesi,  Teksas
- zapadni delovi država  Florida,  Indijana,  Kentaki,  Mičigen

- Meksiko
  - Centralni i istočni delovi države. Meksičko letnje ukazno vreme počinje nekoliko nedelja kasnije nego u SAD.